# クシロキング
クシロキング（欧字名:Kushiro King、1982年5月18日 - 1996年12月）は日本の競走馬、種牡馬。
主な勝ち鞍は、1986年の天皇賞（春）（GI）、中山記念（GII）、金杯（東）（GIII）。

## 生涯

### 誕生までの経緯
母テスコカザンは、1977年に北海道荻伏村の上山牧場で生産された牝馬である。当歳の頃から骨格に優れており、多くの人から売却を提案を受けたが、上山栄蔵牧場長が将来的に牧場で繁殖牝馬にすることを理由に断った。栄蔵は、繁殖牝馬にすると宣言した手前、競走馬としてデビューさせるわけにはいかず、いち早く牧場で繁殖牝馬にした。初年度は、パーソロンと交配し、牡馬を生産。そして2年目、栄蔵の親友である北海道三石町の大塚牧場大塚牧夫の推薦により、交配相手にダイアトムを選択した。
1982年5月18日、北海道浦河町の上山牧場にて黒鹿毛の牡の仔（後のクシロキング）が誕生する。

### 幼駒時代
父ダイアトムの仔は、気性が荒い傾向にあったが、産まれた仔は傾向に反して素直で大人しかった。さらに、馬体は体つき、骨量共に充実していた。
1982年9月、釧路地方出身の運送会社経営者である阿部昭が牧場を訪れた。阿部はそれまで20頭近くの競走馬を所有、しかし成績は未勝利戦を勝利する程度であった。仔は母親と、牧場で遊んでいたが、阿部を見つけると母親の下を離れて、牧柵の向こうにいる阿部に駆け寄った。すると、阿部の上着の匂いを嗅いだり、袖口を噛むなどして、阿部の下を一向に離れようとしなかった。阿部はそんな仔の姿を見ているうちに、欲しいと思うようになり、値段を聞いていない状態で栄蔵に購入を宣言。栄蔵は、特別良い馬であるとは考えておらず値段を決めていなかったが、その場で1500万円を提示した。阿部は承諾し、すぐに手付け金の1000万円を支払った。
阿部は「この仔馬こそ自分の夢を叶えてくれるかもしれない」と考え、故郷の釧路地方を絡めた「クシロキング」という競走馬名を仔に与えた。美浦トレーニングセンターの中野隆良厩舎に入厩。美浦でも体調を崩すことなく順調であった。

### 競走馬時代

#### 3-4歳（1984-85年）
1984年9月1日、函館競馬場の新馬戦（芝1200メートル）で安田富男とともにデビューしたが、4着敗退。12月、4戦目の未勝利戦（芝2000メートル）で好位追走から後方に3馬身半差をつけて初勝利となった。2週間後のひいらぎ賞（OP）では2着に敗れたが、1985年1月6日の若竹賞を4馬身差で制して2勝目となった。
3月24日、重賞初挑戦となるスプリングステークス（GII）は7着。皐月賞（GI）は13着に敗れた。続いて、NHK杯（GII）を叩き台に東京優駿（日本ダービー）（GI）に参戦する予定であった。しかし、5月2日の調教後に右第一指骨剥離骨折が判明し、全治3か月の診断から、NHK杯、東京優駿ともに回避した。療養から明けた10月26日、東京競馬場の赤富士賞（900万円以下）で復帰し2着。12月1日の900万円以下を逃げ切り2馬身差の3勝目を挙げ、12月15日の冬至特別（900万円以下）で4馬身差をつけて連勝とした。

#### 5-6歳（1986-87年）
1月5日、金杯（東）（GIII）では、それまで主戦を務めていた安田がアサカサイレントに騎乗するため、岡部幸雄に乗り替わった。1番人気に支持され、5番手から差し切って勝利。中野は「（前略）いきなり重賞を勝てるとは考えなかった」と振り返り、直線で差し切られた安田は、クシロキングの強さに驚くほどであった。2月16日、目黒記念（GII）では長距離戦となる芝2500メートルに初めて出走したが、レコードで制したビンゴチムールに1馬身4分の1差まで迫った3着となった。
3月9日の中山記念（GII）では、1番人気に支持された。直線で、先に抜け出していたトウショウペガサスを外から追い上げた。結局差し切り、決勝線ではクビ差先着して重賞2勝目となった。続いて中野は、距離適性から長距離の天皇賞（春）（GI）への出走を諦め、京阪杯（GIII）を挟んで宝塚記念（GI）という中距離レースに出走するローテーションを計画。京阪杯に向けて、4月13日に関西へ移動した。

一時、出走を諦めた天皇賞（春）は、前年の二冠馬で有力視されていたミホシンザンが骨折により回避していた。中野は、代わって有力視されたのがスダホークであることからクシロキングに勝機があると判断。加えて、体調、状態ともに良好であり、騎乗する岡部には、距離不安を克服するだけの力量があると考えていたため、クシロキングは一転、天皇賞（春）に出走することが決定した。
4月29日、天皇賞（春）は、雨により重馬場であった。スダホークが1番人気に推されて単枠指定制度の対象となる一方、3番人気で出走した。スタートから最後方に位置し、すぐ外のスダホークと並んで後方待機。2周目の第3コーナーで追い上げ、先頭から3番手まで進出、その外からスダホークも先頭を窺っていた。最終コーナーに差し掛かると、スダホークが失速。クシロキングも前2頭を外から捕らえようとしたが、単独先頭のメジロトーマスがしぶとく、すぐにはかわせなかった。そこで岡部がムチを入れると、クシロキングが再加速。ようやくメジロトーマスを差し切り、4分の3馬身差をつけて先頭で入線した。

クシロキングにとって初のGI制覇が天皇賞であり、中野は1978年春をグリーングラスで制して以来の天皇賞制覇となった。上山牧場は、1976年春に生産馬ロングホークがクビ差の2着に敗れて以降、待望の天皇賞制覇であった。中野は岡部の騎乗を「完璧」と評している一方、岡部はこう述懐している。
なお、2着のメジロトーマスが11番人気と低評価であったことから、連勝複式（現・枠番連勝）配当は、当時の天皇賞・春の史上最高配当であった1万4480円となった。東スポの記者の1人は【 勝ったのはマイラーと言われていたクシロキングで、2着に入ったのが人気薄のメジロトーマスだった。「同門は人気薄を買え」。そんな格言を学ばせてくれた馬だ。そして、クシロキングに乗っていた岡部幸雄は「マイルの競馬を2回した」と名言を残す。乗り方ひとつで距離は克服できることも同時に学んだ。なじみの薄い三宮ステークスでさえ思い出の馬が存在しているのだから、競馬は実に奥深い。】と感想を残した。
その後、距離を短縮した宝塚記念では1番人気に推されるも7着敗退。秋古馬三冠競走を完走したものの、敗れた。6歳になっても現役を続行し、GIIでは好走するも勝利には至らず、連覇を狙った天皇賞（春）は5着敗退。宝塚記念8着敗退後、函館競馬場で休養したが右前脚屈腱炎を発症した。温泉による治療で患部が癒えて、年末の有馬記念（GI）で復帰。柴田善臣に乗り替わり、ブービーの15番人気で出走し9着に敗れた。出走後、両前脚の屈腱炎が悪化したため、競走馬引退が決定した。
1988年1月24日、中山競馬場で引退式が行われた。

### 種牡馬時代
引退後は、馬主の個人所有という形式を取り、大塚牧場で種牡馬となった。しかし、種付け頭数が集まらず、数少ない産駒も中央競馬で勝利を挙げることはできなかった。
1995年には種牡馬からも引退した。同年5月に乗馬として山梨県の風林ファームに移ったが、1996年12月に放牧中の事故で脚を骨折し、安楽死の処置がとられた。風林ファームは同馬の死後、程なく閉鎖している。

## 競走成績
以下の内容は、netkeiba.com及びJBISサーチの情報に基づく。
| 競走日     | 競馬場 | 競走名         | 格   | 距離（馬場）  | 頭 数 | 枠 番 | 馬 番 | オッズ （人気） | 着順 | タイム | 着差 | 騎手      | 斤量 [kg] | 1着馬（2着馬）         |
| ---------- | ------ | -------------- | ---- | ------------- | ----- | ----- | ----- | --------------- | ---- | ------ | ---- | --------- | --------- | ---------------------- |
| 1984.09.01 | 函館   | 3歳新馬        |      | 芝1200m（良） | 13    | 6     | 8     | 004.20（2人）   | 04着 | 1:11.9 |      | 0安田富男 | 53        | バンブーアステア       |
| 0000.09.22 | 函館   | 3歳新馬        |      | 芝1200m（良） | 11    | 7     | 9     | 003.40（1人）   | 02着 | 1:11.9 |      | 0安田富男 | 53        | イブキマスター         |
| 0000.11.18 | 東京   | 3歳未勝利      |      | 芝1600m（稍） | 11    | 7     | 8     | 002.30（1人）   | 03着 | 1:39.2 |      | 0安田富男 | 54        | ヘイアンスイート       |
| 0000.12.08 | 中山   | 3歳未勝利      |      | 芝2000m（良） | 22    | 8     | 20    | 005.60（2人）   | 01着 | 2:03.8 |      | 0安田富男 | 54        | （モンテジャパン）     |
| 0000.12.22 | 中山   | ひいらぎ賞     | OP   | 芝2000m（稍） | 8     | 7     | 7     | 004.30（2人）   | 02着 | 2:04.7 |      | 0安田富男 | 53        | ブラックスキー         |
| 1985.01.06 | 中山   | 若竹賞         | 4下  | 芝2000m（良） | 16    | 1     | 2     | 002.70（1人）   | 01着 | 2:03.3 |      | 0安田富男 | 55        | （ドウカンテスコ）     |
| 0000.03.24 | 中山   | スプリングS    | GII  | 芝1800m（稍） | 11    | 2     | 2     | 025.40（6人）   | 07着 | 1:50.8 |      | 0安田富男 | 56        | ミホシンザン           |
| 0000.04.14 | 中山   | 皐月賞         | GI   | 芝2000m（稍） | 22    | 8     | 21    | 041.9（10人）   | 13着 | 2:03.6 |      | 0安田富男 | 57        | ミホシンザン           |
| 0000.10.26 | 東京   | 赤富士賞       | 9下  | 芝2000m（良） | 12    | 4     | 4     | 013.10（6人）   | 02着 | 2:00.4 |      | 0安田富男 | 55        | アクティブダイナ       |
| 0000.12.01 | 中山   | 4歳上900万下   |      | 芝2000m（良） | 10    | 1     | 1     | 001.70（1人）   | 01着 | 2:01.2 |      | 0安田富男 | 55        | （レインボーハード）   |
| 0000.12.15 | 中山   | 冬至特別       | 9下  | 芝2000m（良） | 17    | 2     | 3     | 001.90（1人）   | 01着 | 2:01.2 |      | 0安田富男 | 56        | （フェニックスダイナ） |
| 1986.01.05 | 中山   | 金杯（東）     | GIII | 芝2000m（良） | 13    | 6     | 9     | 002.50（1人）   | 01着 | 2:01.6 | -0.3 | 0岡部幸雄 | 53        | （アサカサイレント）   |
| 0000.02.16 | 東京   | 目黒記念       | GII  | 芝2500m（良） | 14    | 5     | 7     | 004.00（2人）   | 03着 | 2:32.3 | -0.2 | 0岡部幸雄 | 56        | ビンゴチムール         |
| 0000.03.09 | 中山   | 中山記念       | GII  | 芝1800m（良） | 8     | 8     | 8     | 002.80（1人）   | 01着 | 1:48.0 | -0.0 | 0岡部幸雄 | 56        | （トウショウペガサス） |
| 0000.04.29 | 京都   | 天皇賞（春）   | GI   | 芝3200m（重） | 16    | 2     | 3     | 011.00（3人）   | 01着 | 3:25.4 | -0.1 | 0岡部幸雄 | 58        | （メジロトーマス）     |
| 0000.06.01 | 阪神   | 宝塚記念       | GI   | 芝2200m（良） | 17    | 6     | 11    | 002.20（1人）   | 07着 | 2:15.0 | -0.6 | 0岡部幸雄 | 56        | パーシャンボーイ       |
| 0000.10.26 | 東京   | 天皇賞（秋）   | GI   | 芝2000m（良） | 16    | 4     | 7     | 012.00（4人）   | 14着 | 2:00.2 | -1.9 | 0岡部幸雄 | 58        | サクラユタカオー       |
| 0000.11.23 | 東京   | ジャパンカップ | GI   | 芝2400m（良） | 14    | 3     | 4     | 026.9（12人）   | 08着 | 2:25.9 | -0.9 | 0岡部幸雄 | 57        | ジュピターアイランド   |
| 0000.12.21 | 中山   | 有馬記念       | GI   | 芝2500m（稍） | 12    | 8     | 12    | 007.90（5人）   | 10着 | 2:34.6 | -0.6 | 0岡部幸雄 | 57        | ダイナガリバー         |
| 1987.01.25 | 中山   | AJCC           | GII  | 芝2200m（良） | 6     | 1     | 1     | 004.90（3人）   | 03着 | 2:15.6 | -0.2 | 0岡部幸雄 | 58        | ミホシンザン           |
| 0000.03.15 | 中山   | 中山記念       | GII  | 芝1800m（稍） | 8     | 8     | 8     | 002.60（1人）   | 02着 | 1:49.8 | -0.2 | 0岡部幸雄 | 58        | スズパレード           |
| 0000.04.05 | 阪神   | サンケイ大阪杯 | GII  | 芝2000m（良） | 11    | 3     | 3     | 001.40（1人）   | 02着 | 2:01.2 | -0.2 | 0河内洋   | 59        | ニシノライデン         |
| 0000.04.29 | 京都   | 天皇賞（春）   | GI   | 芝3200m（良） | 10    | 8     | 10    | 013.40（5人）   | 05着 | 3:20.9 | -0.5 | 0河内洋   | 58        | ミホシンザン           |
| 0000.06.14 | 阪神   | 宝塚記念       | GI   | 芝2200m（良） | 13    | 6     | 9     | 011.40（6人）   | 08着 | 2:13.8 | -1.5 | 0河内洋   | 57        | スズパレード           |
| 0000.12.27 | 中山   | 有馬記念       | GI   | 芝2500m（良） | 16    | 3     | 6     | 052.4（15人）   | 09着 | 2:34.7 | -0.8 | 0柴田善臣 | 56        | メジロデュレン         |

## 血統表
母の弟にマサヒコボーイ（京都記念（春）、日経新春杯）、曾祖母エスタブリツシユメントの産駒にロングホーク（阪神大賞典、日経新春杯、大阪杯、朝日チャレンジカップ、スプリングステークス、天皇賞〈春〉2着）がいる。さらに4代母ストーミーセツシヨンの孫にはインターグロリア（桜花賞、エリザベス女王杯、阪神牝馬特別、マイラーズカップ、京都牝馬特別2回、有馬記念2着）がいる。